# Koreakrigen
Koreakrigen varede fra søndag den 25. juni 1950 til Våbenstilstandstraktaten mandag den 27. juli 1953.
Resultatet var en demarkationslinje ved fronten 27. maj.
I 2009 trak Nordkorea sig ud af Våbenstilstandstraktaten, og der er derfor de jure krigstilstand. Krigen var en væbnet konflikt imellem Nordkorea – støttet af Kina og Sovjetunionen – på den ene side, og Sydkorea – støttet af USA, Storbritannien og andre FN-lande – på den anden side. Krigen var den første store konflikt under den kolde krig og er en stedfortræderkrig mellem USA og Sovjetunionen. Det var første gang, at den kolde krig bevægede sig uden for Europa. I alt døde 3-4 millioner, heraf ca. 2 millioner civile.
Der blev underskrevet en officiel hensigtserklæring om en fredsaftale mellem den nordkoreanske leder Kim Jong-un og den sydkoreanske præsident Moon Jae-in den 27. april 2018.

## Baggrund og årsag
Korea blev invaderet og indlemmet i det japanske imperium i 1910 og var en del af det til afslutningen af 2. verdenskrig. De Allierede havde aftalt, at Sovjetunionen skulle invadere det japanske imperium tre måneder efter krigens afslutning i Europa, og den 8. august 1945 erklærede Sovjetunionen krig mod Japan og gik fra nord ind i Korea. Japan overgav sig den 15. august, og nu besatte de sovjetiske tropper en stor del af det nordlige Korea. Efter Japans overgivelse begyndte USA en besættelse af landet sydfra og foreslog Sovjetunionen en midlertidig deling af landet ved den 38. breddegrad. Japanske styrker i Korea skulle efter denne aftale overgive sig til Sovjetunionen, hvis de befandt sig nord for den 38. breddegrad, og til USA hvis de var syd for. På den måde blev Korea hurtigt inddelt i to store zoner under kontrol af de to supermagter.
I december 1945 blev USA og Sovjetunionen enige om en administrativ opdeling af Korea. Det blev gjort uden at spørge den koreanske befolkning. Hver stormagt satte lydregeringer ind i de to områder: USA erstattede den venstreorienterede regering, der var oprettet i juni 1945, med antikommunisten Syngman Rhee, og Sovjetunionen indsatte den kommunistiske oprørsleder Kim Il-Sung. Begge lande lovede ved samme lejlighed, at det industrialiserede nord nok skulle blive genforenet med det landbrugsdominerede syd, men forsømte at komme med konkrete planer. De ideologiske forskelle forværrede forholdet mellem nord og syd, ligesom det spændte forhold mellem Sovjetunionen og USA mindskede håbet om en genforening. Der blev dog stadig ført forhandlinger om en genforening fra 1947 i FN-regi, men de var frugtesløse. Den 15. august 1948 blev Sydkorea oprettet og den 9. september samme år fulgte Nordkorea trop.

## Krigens forløb og karakteristika
Krigens forløb kan inddeles i fire faser.
 Nordkorea angriber. 
Det sydkoreanske forsvar var ikke forberedt, og det amerikanske kontingent kunne intet stille op. Nordkorea besatte hurtigt næsten hele Sydkorea, kun en lille enklave omkring havnebyen Busan holdt stand. Denne fase løb fra den 25. juni til 14. september 1950.
 FN går til modangreb. 
Ved Busan stoppes den nordkoreanske fremmarch, samtidig med at USA landsatte tropper ved Incheon (Inchon). Det tvang de nordkoreanske tropper på hastigt tilbagetog. I løbet af en måned var næsten hele den koreanske halvø på FN's hænder. Denne fase løb fra den 15. september til 24. oktober 1950.
 Kina træder ind i krigen. 
Kina havde truet med at intervenere, hvis FN's styrker overtrådte den 38. breddegrad. Dette skete den 7. oktober, og tre uger senere gik Kina aktivt ind i krigen. På det tidspunkt var FN-styrkerne nået frem til den kinesiske grænse. Kinas invasion sendte nok engang FN på tilbagetog. I januar 1951 blev de tvunget tilbage over den 38. breddegrad, og senere samme måned faldt Seoul. Tilbagetrækningen fortsatte indtil marts, hvor FN nok en gang gik til modangreb. Seoul blev generobret, og i løbet af de næste par måneder stabiliserede fronten sig omkring den 38. breddegrad. Denne fase løb fra den 25. oktober 1950 til juli 1951.
 Stilstand. 
I løbet af de næste to år bevægede fronten sig kun få kilometer. Krigsparterne udbyggede de primære og sekundære forsvarslinjer på hver side af fronten, samtidig med at den politiske vilje til at foretage store angreb ikke var til stede. Fredsforhandlinger begyndte den 10. juli 1951, men først to år senere kunne en våbenhvile underskrives. Formelt er Nordkorea og Sydkorea stadig i krig.

### Nordkorea angriber
Tidligt om morgenen søndag den 25. juni begyndte et øresønderrivende artilleribombardement fra nordsiden af den 38. breddegrad. Det var Nordkorea, der uprovokeret angreb Sydkorea. I løbet af dagen strømmede over 135.000 nordkoreanske soldater, støttet af 150 sovjetisk producerede T-34 tanks, ind i Sydkorea. Dagen var valgt med omhu, idet en stor del af Sydkoreas officerskorps var kristne og ikke var sammen med deres mænd, men i kirke. Store dele af Sydkoreas 65.000 mand store hær kollapsede nærmest øjeblikkeligt, og allerede den 28. juni blev Seoul indtaget. På trods af de hurtige sejre blev Nordkoreas strategiske mål, en kollaps af den sydkoreanske hær og en overgivelse fra Syngman Rhees regering, ikke nået.
USAs militære doktrin havde ikke Korea som område, men USAs præsident Harry S. Truman så situationen i Korea som et forsøg fra Sovjetunionens og Kinas side på at teste amerikanernes vilje til at efterleve deres erklærede inddæmningspolitik i kampen mod den internationale kommunisme.
På USA's foranledning fordømte FN's sikkerhedsråd invasionen og opfordrede dets medlemslande til at intervenere til fordel for Sydkorea. Sovjetunionen boykottede sikkerhedsrådet på grund af Kinas udelukkelse og kunne derfor ikke nedlægge veto mod resolutionen. Selv om det var under FNs flag, stod amerikanerne for ca. 90 % af FNs styrker og for ca. 45 % af de samlede styrker med Sydkorea som den anden store bidragyder.

### FN går til modangreb
For at undsætte de trængte tropper ved Busan beordrede general MacArthur, der var øverstkommanderende over FN-tropperne i Korea, et amfibieangreb på Inchon. Angrebet var dristigt og risikabelt, men faldt ud til FN-styrkernes fordel: de mødte kun let modstand og i løbet af et par dage blev Seoul genindtaget. Nordkoreas hær blev splittet og 125.000 nordkoreanske soldater blev taget til fange. Forsyningslinjerne til de nordkoreanske tropper blev ved samme lejlighed afbrudt. Det tvang dem til et hastigt tilbagetog. FN-styrkerne benyttede lejligheden til den 7. oktober at gå over den 38. breddegrad og ændrede målet til at være en genforening (selv om det ikke var det oprindelige mål). Kina havde advaret FN om, at de ikke stiltiende ville se til, hvis deres sikkerhed blev truet. På trods af advarslerne fra Kina avancerede FN-styrkerne helt op til Yalufloden på grænsen mellem Nordkorea og Kina.

### Kina træder ind i krigen
Den 25. oktober 1950 krydsede omkring 300.000 kinesiske soldater grænsen til Nordkorea, og en måned senere den 25. november begyndte angrebet. Under voldsomme kampe blev FN-tropperne tvunget tilbage over den 38. breddegrad, og den 4. januar 1951 blev Seoul evakueret, denne gang i god ro og orden. Nye tropper og udstyr til FN standsede de fremrykkende kinesere, og den 16. marts blev Seoul generobret; det er fjerde gang på blot et år, at byen skiftede hænder. Byen lå i ruiner og befolkningstallet var faldet fra 1,5 millioner til 200.000.
General MacArthur mente, at USA burde benytte muligheden til at atombombe Kina, mens Truman mente, at de burde indlede forhandlinger om en fredsslutning. Blandt andet derfor blev MacArthur den 11. april udskiftet som øverstkommanderende for FN-styrkerne.

### Stilstand
Resten af krigen flyttede fronten sig sjældent, selv om kampene stadig var voldsomme. I stedet for steg luftangrebene i intensitet og USA begyndte at angribe strategiske mål, som for eksempel dæmninger. Når de sprængtes, skete der to ting: en stor oversvømmelse med store ødelæggelser, og ødelæggelse af markernes afgrøder med hungersnød til følge, der skulle knække det nordkoreanske folks kampvilje.

### Krigens taktik
Koreakrigen var første gang USA kæmpede mod en lavteknologisk fjende. Kineserne var hovedsagelig kun bevæbnet med geværer, maskingeværer, håndgranater og morterer, og manglede både artilleri og flystyrker. De brugte derfor den taktik, de med held havde nedkæmpet de kinesiske nationalister med i Den Kinesiske borgerkrig 1946-1949. De angreb små grupper om natten og altid i overtal. På den måde kunne de nedkæmpe hele delinger i løbet af en nat.
Amerikanerne derimod havde en mere materiel tilgang til krigsførelsen; en kinesisk soldat undrede sig over, at amerikanerne tilkaldte artilleristøtte og luftangreb, hvis de mødte en enkel snigskytte i en by, og jævnede hele byen med jorden i stedet for at sende soldater ind og dræbe snigskytten. Den form for krigsførelse gik hårdt ud over civilbefolkningen.

## Luftkrigen
Koreakrigen var den sidste større krig, hvori propelfly spillede en rolle som jagerfly. I begyndelsen af krigen var F-51 Mustang og F4U Corsair de primære jagerfly for FN-styrkerne, mens Nordkorea havde Jak-9 og La-9. Det ændredes dog hurtigt, idet 1. generations jetjagere som F-80 hurtigt overtog i luftkampene på FN's side.
Da Nordkorea introducerede jetjageren MiG-15 i november 1950, ændredes styrkeforholdet markant. Indtil det amerikanske F-86 jagerfly blev introduceret, havde Nordkorea en afgørende fordel i luften, og endda til dels også efter F-86's introduktion, idet MiG-15 på mange måder var F-86 overlegen. MiG-15 havde højere tophøjde, bedre acceleration og klatreevne og et kraftigere våbenarsenal. Senere blev nogle af Nordkoreas fly fløjet af erfarne sovjetiske piloter fra 2. verdenskrig. Denne overtrædelse af krigskonventionen blev med vilje overset af FN, der ikke ønskede at optrappe konflikten.
FN-styrkerne endte med at vinde luftherredømmet på grund af antalsmæssig overlegenhed, større aggressivitet og bedre taktik. På trods af mangler havde F-86 fordele: radarstyret våbensigte og G-dragter til piloterne.
Taktisk adskilte missionerne sig for de to typer jagerfly, idet MiG-15 flyene hovedsagelig angreb B-29 bombefly, mens F-86's hovedmål var MiG-15 fly. Det giver derfor ikke mening at sammenligne de to jagertypers nedskydningsstatistik for at se, hvilket fly der var bedst.
Strategisk adskilte luftkrigen i Korea sig markant fra 2.verdenskrig, idet Nordkorea ulig Nazi-Tyskland ikke var gennemgribende industrialiseret. Derfor brugte FN-styrkerne hovedsagelig luftherredømmet til taktiske luftangreb med små flytyper som A-1 Skyraider frem for store strategiske bombefly som B-29.

## Krigens navn
I Vesten er krigen hovedsageligt kendt som "Koreakrigen", selv om den i USA blev kaldt for Koreakonflikten. I Nordkorea kendes krigen som "Fædrelandets befrielseskrig", i Sydkorea som "25. juni hændelsen", selv om sydkoreanerne også bruger betegnelsen "Koreakrigen". I Kina er den kendt som "Modstandskrigen mod Amerika og hjælpekrigen for Nordkorea" sammen med det mere politisk korrekte "Koreakrigen".

## Krigen i populærkultur
- MASH (Amerikansk film fra 1970)
- M*A*S*H (Amerikansk tv-serie 1972-1983)
- Taegugki (Broderskab af krig) (Sydkoreansk film fra 2004)
- Kim Larsen og Bellami: Jutlandia fra 'Forklædt som voksen' (1986)
- 71: Into the Fire (Sydkoreansk film fra 2010)